# Peperomia filicaulis
Peperomia filicaulis är en pepparväxtart som beskrevs av C. Dc. och Henri François Pittier. Peperomia filicaulis ingår i släktet peperomior, och familjen pepparväxter. Inga underarter finns listade i Catalogue of Life.